# 스트라이커즈 1945
《스트라이커즈 1945》(Strikers 1945)는 사이쿄(Psikyo) 회사에서 개발한 아케이드 슈팅 게임 시리즈이다. 1편은 1995년, 2편 1997년, 플러스편 1999년, 3편 1999년에 개발되었다. 게임 플레이 방법은 성능이 다른 비행기 캐릭터를 선택해서 플레이하는 방식의 슈팅 게임이다. 한국에서는 지금도 계속 가동 중에 있다.